# 스기야마 다카마사
스기야마 다카마사(일본어: 杉山 天真, 1998년 6월 26일 ~ )는 일본의 축구 선수이다.

## 구단 경력
과거 감바 오사카에서 활동하였다.